# 24825 Ebeshireiko
24825 Ebeshireiko è un asteroide della fascia principale. Scoperto nel 1995, presenta un'orbita caratterizzata da un semiasse maggiore pari a 2,237672 UA e da un'eccentricità di 0,183939, inclinata di 3,552132° rispetto all'eclittica. Ha un diametro di 3,987 km. Ha un periodo di rotazione di 1248, ore.